# Jackline Chepkoech
Jackline Chepkoech (née le 3 octobre 2003) est une athlète kényane, spécialiste des courses de fond.

## Biographie
Jackline Chepkoech remporte le 3 000 m steeple des championnats du monde juniors de 2021,, à Nairobi au Kenya, en 9 min 27 s 40, signant un nouveau record personnel qu'elle bat en 2023 dans une course de la Ligue de diamant à Londres.
À la suite d'une blessure de Celliphine Chespol qui ne peut représenter le Kenya, elle prend part au  3 000 m steeple et décroche la médaille d'or aux Jeux du Commonwealth de 2022 en battant le record de l’épreuve pour ces jeux ,,.

## Palmarès
| Date | Compétition                   | Lieu       | Résultat | Épreuve         | Temps         |
| ---- | ----------------------------- | ---------- | -------- | --------------- | ------------- |
| 2021 | Championnats du monde juniors | Nairobi    | 1re      | 3 000 m steeple | 9 min 27 s 40 |
| 2022 | Jeux du Commonwealth          | Birmingham | 1re      | 3 000 m steeple | 9 min 15 s 68 |
| 2023 | Championnats du monde         | Budapest   | 9e       | 3 000 m steeple | 9 min 14 s 72 |

## Records
| Épreuve         | Temps         | Lieu    | Date            |
| --------------- | ------------- | ------- | --------------- |
| 3 000 m steeple | 8 min 57 s 35 | Londres | 23 juillet 2023 |